# Piezorina
Piezorina is een monotypisch geslacht van zangvogels uit de familie Thraupidae (tangaren):
- Piezorina cinerea  – Dikbekgors